# 1777 en littérature
| Années de la littérature : 1774 - 1775 - 1776 - 1777 - 1778 - 1779 - 1780    |
| Décennies de la littérature : 1740 - 1750 - 1760 - 1770 - 1780 - 1790 - 1800 |

Cet article présente les faits marquants de l'année 1777 en littérature.

## Événements
- 1er janvier :
  - premier numéro du Journal de Paris, premier quotidien français, jusqu'au 17 mai 1840[1].
  - Simon-Nicolas-Henri Linguet publie à Londres un périodique, les Annales politiques, civiles et littéraires du dix-huitième siècle.
- 10 mars : fondation des Éditions Belin rue Saint Jacques, à Paris[2].
- 21 juin : Monsieur, frère du roi Louis XVI et futur roi Louis XVIII, assiste à Toulouse à une séance de l'Académie des Jeux floraux[3] et entend la lecture de trois odes de Géraud Valet de Réganhac, maître ès-jeux floraux depuis 1759[4].
- 3 juillet : Beaumarchais crée le Bureau de législation dramatique, à l'origine de la Société des auteurs et compositeurs dramatiques en France[5].
- 22 octobre : Robert Lowth est élu évêque de Londres[6].

- 1777-1785 : Goethe rédige Les Années d'apprentissage de Wilhelm Meister[7].

## Parutions
- Louis Antoine Caraccioli, Paris, le modèle des nations étrangères : ou l’Europe françoise, Venise, La Veuve Duchesne, 1777 (présentation en ligne).
- John Howard, The State of the Prisons in England and Wales, Warrington and London, William Eyres, T. Cadell and N. Conant, 1777 (présentation en ligne), compte rendu sur l'état des prisons anglaises assorti de propositions de réformes.
- Jean-François Marmontel, Essai sur les révolutions de la musique, en France, 1777 (présentation en ligne).
- Georg Forster, A Voyage Round the World (en), London, B. White, 1777 (présentation en ligne), en deux volumes.

### Fictions
- 8 février : Thomas Chatterton, Poems, Supposed to Have Been Written at Bristol : by Thomas Rowley, and Others, in the Fifteenth Century, London, T. Payne and Son, 1777 (présentation en ligne), publié anonymement à titre posthume par Thomas Tyrwhitt qui croit à cette époque qu'il s'agit d'une œuvre d'un moine médiéval transcrite par Chatterton[8].

- Jean-François Marmontel, Les Incas, ou la destruction de l'Empire du Pérou, vol. 1, Paris, Lacombe, 1777 (présentation en ligne), roman, en deux volumes.
- Clara Reeve, The champion of virtue : A Gothic story, Colchester, W. Keymer, 1777 (présentation en ligne) (« le Champion de vertu, histoire gothique »), roman gothique anonyme qui prend le titre dans sa seconde édition The Old English Baron (« le Vieux Baron anglais »).

## Décès
- 12 avril : Claude Prosper Jolyot de Crébillon (dit Crébillon fils), écrivain français (° en 1707)
- 8 novembre : Alexandre-Guillaume de Moissy, écrivain et auteur dramatique français (° en 1712).